# Menaspidae
I menaspidi (Menaspidae) sono una famiglia di pesci cartilaginei estinti, vissuti nel Carbonifero e nel Permiano (340 – 270 milioni di anni fa). I loro resti sono stati ritrovati in Scozia, Germania, Stati Uniti e Australia.

## Descrizione
La caratteristica principale dei menaspidi era costituita dalle lunghe spine che si protendevano dalla testa e dalla mandibola, simili ad aghi. Curiosamente, al contrario di molti altri pesci cartilaginei paleozoici, i menaspidi erano sprovvisti delle spine che sorreggevano le pinne dorsali. La dentatura era composta da larghe placche dentarie nella parte posteriore delle mascelle, e da una serie di piccoli denti anteriori di sostituzione, simili a quelli osservati negli squali attuali.
Un genere di menaspidi in particolare, Traquairius, presentava una serie di lunghe spine anche nella regione immediatamente posteriore alla testa, mentre il resto del corpo era nudo. I menaspidi erano piuttosto piccoli: Menaspis armata, del Permiano della Germania, era lungo solo 25 centimetri, mentre Traquairius agkistrocephalus raggiungeva presumibilmente i 45 centimetri. La parte anteriore del corpo di alcuni menaspidi (Menaspis e Deltoptychius) era ricoperta da una notevole armatura di placche ossee; questi furono gli unici pesci cartilaginei a sviluppare un tale sistema difensivo, simile a quello dei pesci placodermi.

## Classificazione
I menaspidi sono una famiglia appartenente ai bradiodonti, un gruppo di pesci cartilaginei probabilmente affini agli antenati delle attuali chimere. Il genere Traquairius è a volte posto in una famiglia a sé stante, quella dei Traquairiidae, a causa di alcune caratteristiche morfologiche che lo discosterebbero dagli altri menaspidi.

## Stile di vita
I menaspidi rappresentavano un gruppo di piccoli pesci che vivevano presumibilmente sul fondo del mare, a profondità basse, e si nutrivano di piccoli animali vertebrati. Le spine presenti nella parte anteriore del corpo avevano funzione difensiva. Un esemplare di Traquairius agkistrocephalus conserva solo la metà anteriore: probabilmente un predatore è riuscito a divorare la metà posteriore, evitando la parte spinosa dell'animale. 